# Merritt Brunies
Merritt Brunies (25 de diciembre de 1895 en Nueva Orleans - † el 5 de febrero de 1973 en Biloxi) fue un músico estadounidense (corneta, trombón) y director de orquesta de los inicios del jazz.
Fue miembro de una famosa familia de músicos de jazz y tocaba en la banda familiarco, con sus otros hermanos bajo la dirección de Papa Jack Laine, con quien tocaba la corneta y quien también le enseñó. Trabajó por primera vez en Nueva Orleans con su hermano Henry Brunies en su banda The New Orleans Jazzin Babies, sin embargo, no grabó un disco. New Orleans Rhythm Kings tuvo un compromiso de tres años en el club Friar's Inn de Chicago en 1923 como Friars Inn Orchestra  y grabado en Chicago de 1924 a 1926 para OKeh Records y Autograph Records. Hacia 1930 regresó a Nueva Orleans y tocó en varios clubes. En los años 1930 se trasladó a Biloxi (Mississippi), donde fue policía  y tocó en la formación The Brunies Brothers Dixieland Jazz Band hasta el final de su carrera (el actual líder de la banda era su hermano menor Abbie Brunies), que fue trasladado a Biloxi en 1945) y también grabó con ellos en octubre de 1957. 
En 1957, con Henry Brunies y Jules Cassard escribió y grabó el estándar de jazz Angry. 
Fue hermano de los músicos de jazz George, Abbie, Henry y Richard Brunies y participó en ocho sesiones de grabación en el ámbito del jazz entre 1924 y 1957. 

## Discografía
- Las grabaciones completas de Merritt Brunies grabadas en Chicago, 1924-1926, Jazz Oracle.
- Merritt Brunies y su orquesta Friars Inn: Enojado, lloro por ti, Chicago, noviembre de 1924 (Autógrafo 610), Saltó el diablo, Sigue a la golondrina, Chicago, septiembre de 1924 (Autógrafo 614); Bandera de ese tren (a Alabama) y Clarinet Marmalade, Chicago, mayo/junio de 1925 (Autógrafo 624); con Merrit Brunies (corneta), Henny Brunies (trb), Volly de Faut, William Creager (cl, as), Sumner Logan (ts), Dudley Mecum (p), Clarence Piper (bj, as), Norman van Hook (tu ), Bill Paley (d).
- Grabaciones de Okeh, noviembre de 1925: Pisotón de azúcar, Quiero un poco de amor (Okeh 40526), Febrero de 1926: Soy tan azul como la hierba azul de Kentucky, Cuando caen las hojas de otoño (Okeh 40576), Flamin Mamie, Hangin around (Okeh 40579), marzo de 1926: Saltó el diablo (Okeh 40168), Mujer masculina, hombre femenino, Alguien ha robado a mi dulce bebé (Okeh 40593) (emitido como arriba, Lew King adicional (vcl) en la grabación de noviembre de 1926, Febrero de 1926 Maurice Friedman (P) en lugar de Dudley Mecum y además Gordon Poulot (viola)).